# Manettia longipedicellata
Manettia longipedicellata es una especie de plantas con flores de la familia Rubiaceae. Es originaria de Centroamérica.

## Descripción
Son enredaderas que alcanzan un tamaño de hasta 3 m de alto, glabrescentes. Las hojas elípticas a ovadas, de 3–12 cm de largo y 1.5–5 cm de ancho, el ápice agudo a acuminado, la base cuneada a obtusa, papiráceas, con nervios secundarios en 4–6 pares; pecíolos 5–15 mm de largo; estípulas de 1 mm de largo. Flores 1–4, con pedúnculos de 1–2.5 cm de largo, pedicelos 10–25 mm de largo; lobos calicinos 6, 1.5–5 mm de largo, lineares, fuertemente recurvados; corola glabra, blanca a verde pálida o rosada, tubo 6–10 mm de largo, lobos lanceolados, 3–4 mm de largo. Cápsulas obovoides, 5–9 mm de diámetro.

## Distribución y hábitat
Es una especie ocasional que se encuentra  en los bosques húmedos de zona atlántica; a una altitud de 10–200 metros, desde Nicaragua a Costa Rica.

## Taxonomía
Manettia longipedicellata fue descrita por Charlotte M. Taylor y publicado en Novon 5(2): 202, f. 1A, en el año 1995.